# Wesselburen
Wesselburen város Németországban, Schleswig-Holstein tartományban. Lakosainak száma 3545 fő (2023. december 31.).

## Híres emberek
- Adolf Bartels (1862–1945), újságíró, költő, író, irodalomtörténész és irodalomkritikus
- Friedrich Hebbel (1813–1863), drámaíró és költő

## Népesség
A település népességének változása:
| Lakosok száma | 3601 | 3336 | 3317 | 3372 | 3470 | 3465 | 3564 | 3545 |
|               | 1975 | 2017 | 2018 | 2019 | 2020 | 2021 | 2022 | 2023 |